# Kuruda-male
Kuruda-male (o Kudu-male, Turó de l'Assemblea) és una muntanya del districte de Kolar al sud-est de Karnataka d'una altura de 1027 metres. Al peu de la muntanya hi ha diversos grans temples amb escultures atribuïdes a Jakanachari, però que haurien estat restaurades més tard, destacant les escultures de Someswara i de Ganesha, aquesta segona de notable grandària.